# Gesing (Purwodadi)
Gesing is een bestuurslaag in het regentschap Purworejo van de provincie Midden-Java, Indonesië. Gesing telt 412 inwoners (volkstelling 2010).